# مسجد دانشگاه تهران
مسجد دانشگاه تهران از نخستین مساجد با طراحی مدرن در شهر تهران است که به درخواست برخی دانشجویان در سال ۱۳۲۷ برای داشتن مکانی برای عبادت احداث شد. تا سال ۱۳۳۴ در زمان ریاست دکتر اقبال بر این دانشگاه مقدمات ساخت آن فراهم و در سال ۱۳۳۶ کلنگ ساخت آن زده شد. معماری آن توسط عبدالعزیز فرمانفرماییان طراحی شد. در نهایت در تاریخ ۲۲ مهر ۱۳۴۵ با حضور ایوب خان، رئیس‌جمهور پاکستان، افتتاح گردید.

## تاریخچه
تحصن مسجد دانشگاه از رویدادهای مهم در تاریخ این مسجد می‌توان به تحصن روحانیون در تاریخ ۸بهمن ۵۷ در اعتراض به بسته شدن فرودگاه جهت ورود روح الله خمینی به ایران در آخرین روزهای حیات حکومت پهلوی و همچنین حضور دانشجویان در درگیری‌های ۱۸ تیر ۱۳۷۸ اشاره کرد. این مسجد بعد از انقلاب اسلامی ایران محلی برای سخنرانی برخی چهره‌های سرشناس از جمله سید علی خامنه ای، مرتضی مطهری، محسن قرائتی و بسیاری دیگر بوده‌است. از جمله برنامه‌های شناخته شده ای که در این مسجد برگزار می‌شود مراسم اعتکاف ایام ماه رجب می‌باشد که اعتکاف به شکل مرسوم امروزی از این مسجد آغاز شد. این مسجد پس از تأسیس نهاد نمایندگی ولی فقیه در دانشگاه‌ها، زیر نظر این نهاد اداره می‌شود.

## معماری
معماری بنا ترکیبی از معماری سنتی ایرانی و معماری مدرن می‌باشد. مسجد دانشگاه تهران در فضایی به وسعت ۱۸۰۰ مترمربع ساخته شده که ۹۰۰ مترمربع به شبستان و ۹۰۰ مترمربع نیز به صحن مسجد اختصاص یافته‌است. زیرسازی بنا از سنگ اصفهان و بتن مسلح و دارای گنبدی به شکل عدسی است که پایه‌های آن را ستون‌های مورب از بدنه اصلی ساختمان جدا کرده‌است. ستون‌ها و فلکه دور گنبد و شبکه‌های طبقه اول از کاشی معرق و توسط استادان کاشی‌ساز اصفهانی تراشیده و نصب شده‌است. کتیبه‌های شبستان نیز به همین شیوه از زمینه یک رنگ ساخته شده‌است. در کاشی کاری مسجد آیاتی از قرآن مجید به کار رفته‌است. این مسجد دارای دو مناره، هر یک به ارتفاع ۲۸/۴۰ متر می‌باشد که تمامی با سنگ تراورتن پوشیده شده و عبارت «الملک‌لله» روی آن‌ها نقش بسته‌است.
در طراحی بنا بر اصالت هنری کاشی کاری عهد سلجوقیان که توسط هنرمندان و معماران ایرانی به وجود آمد و در زمان صفویه کامل شد تأکید شده‌است.

## نگارخانه

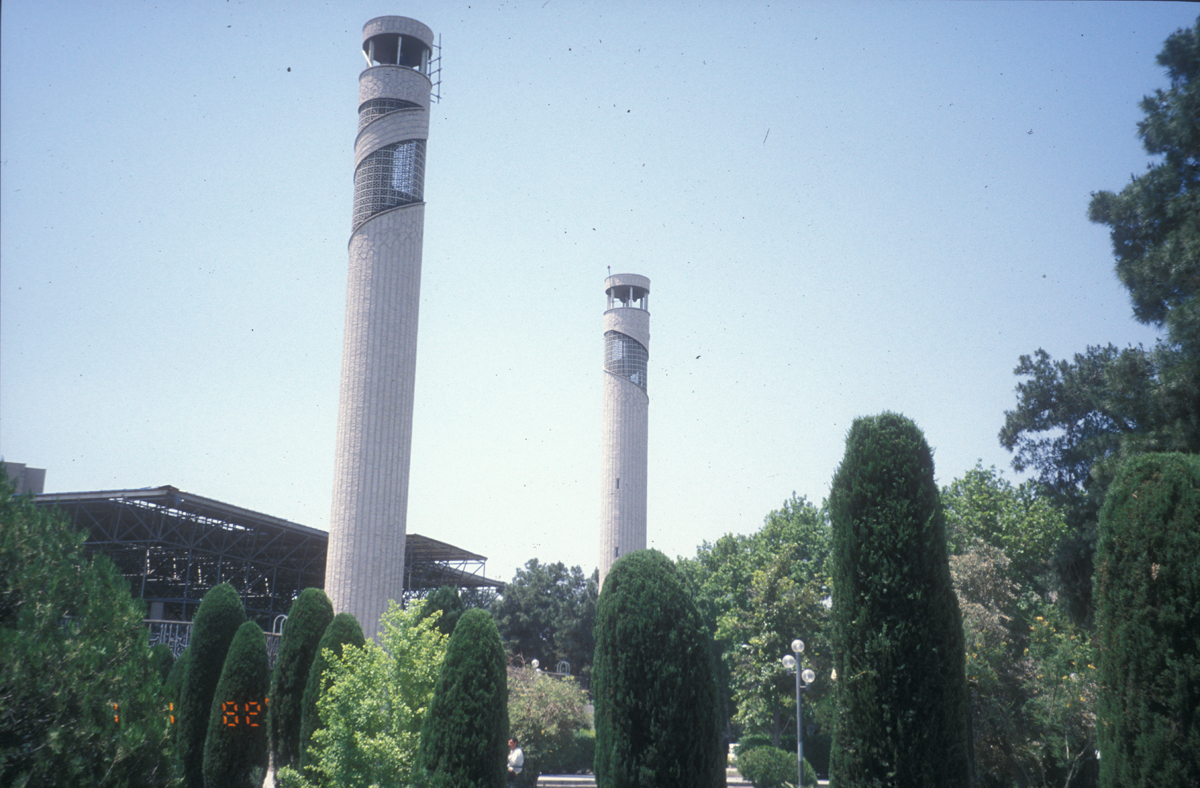
نمای بیرونی مسجد
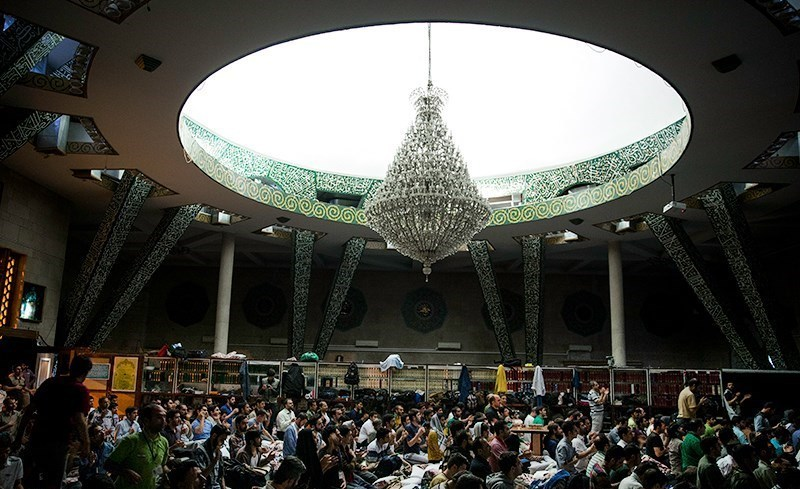
نمای داخلی مسجد